# Hemibystra aneides
Hemibystra aneides là một loài tò vò trong họ Ichneumonidae.